# Георги Георгиев – Кангасейро
Георги Георгиев – Кангасейро е български корабен инженер, един от създателите на съвременното българско корабостроене.

## Биография
Георги Георгиев е роден на 6 април 1927 г., в град Дупница. Потомък е на героичен род от българската област Македония, участвал в Кресненското въстание. Баща му е бил художник. Майка му е дъщеря на известния радомирски занаятчия Малин Кацара. След пет години семейството му се преселва в София. Завършва прогимназията „Царица Йоана“ и през 1941 г. постъпва в Първа мъжка гимназия. Георгиев е първият българин завършил корабостроене в Съветския съюз. Започва дипломната си работа през 1951. Георги проектира 3000-тонен кораб. Изпитната комисия е с председател адмирал Флоров. Защитава дипломната си работа с отличие. Георгиев умира на 18 януари 2011 година.

## Кариера
Предложена му е работа към БАН, но инж. Георгиев отказва. Започва да работи КОРБСО-Варна (Корабостроително българо-съветско дружество) във Варна. Започва от най-ниското ниво в корабостроителното дружество, за да научи занаята от най-ниското ниво. Отказва първоначално пост на конструктор-инженер. Работи като корабен инженер в обединен Корабостроителен и кораборемонтен завод „Георги Димитров“. Работи като ръководител на НТС работи за издигането на ролята на инженерно-техническите кадри, по негова инициатива се създават „Домове на техниката“ в редица градове с развиваща се индустрия. Под ръководство на по проекти на Института по корабостроене и ръководството на Георгиев се построяват десетки кораби, гордост за българското корабостроене. С негово съдействие се открива Техникум по корабостроене във Варна.

## Награждаване
- Почетен гражданин на Варна – 2007

## Научна дейност
- За българското корабостроене с любов